# Amy Pascal
Amy Pascal (Los Angeles, 25 marzo 1958) è una produttrice cinematografica statunitense, è stata presidente della Columbia Pictures fino al 2015, poi è diventata produttrice.

## Filmografia
- Ghostbusters, regia di Paul Feig (2016)
- The Post, regia di Steven Spielberg (2017)
- Spider-Man: Homecoming, regia di Jon Watts (2017)
- Molly's Game, regia di Aaron Sorkin (2017)
- Venom, regia di Ruben Fleischer (2018)
- Millennium - Quello che non uccide (The Girl in the Spider's Web), regia di Fede Álvarez (2018)
- Spider-Man: Far from Home, regia di Jon Watts (2019)
- Piccole donne (Little Women), regia di Greta Gerwig (2019)
- Venom - La furia di Carnage (Venom: Let There Be Carnage), regia di Andy Serkis (2021)
- Spider-Man: No Way Home, regia di Jon Watts (2021)
- Challengers, regia di Luca Guadagnino (2024)
- Venom: The Last Dance, regia di Kelly Marcel (2024)
- Jay Kelly, regia di Noah Baumbach (2025)